# Філіпп Реслер
Філіпп Реслер (нім. Philipp Rösler; нар. 24 лютого 1973) — німецький політик в'єтнамського походження. В урядах канцлера Анґели Меркель: 16-й віцеканцлер ФРН, міністр економіки та технологій, до цього міністр охорони здоров'я. Голова Вільної демократичної партії.
У минулому був міністром економіки, праці та транспорту в землі Нижня Саксонія.
Доктор медичних наук. Біологічні батьки загинули під час В'єтнамської війни. Ще немовлям усиновлений німецьким подружжям. Одружений, має двох власних дітей.

## Біографія
Вважається, що Філіпп народився 24 лютого 1973 (хоча точна дата не відома), в приморській комуні Ханг Хюнґ, у тодішньому Південному В'єтнамі, нині В'єтнам. У країні тоді тривала В'єтнамська війна (закінчилася 1975 року). Незадовго після народження Філіпп осиротів. Немовля потрапило до римо-католицького сиротинця біля Сайгону (нині Хошимін). Філіппа усиновило подружжя з Німеччини, яке уже мало двох біологічних доньок. У дев'ятимісячному віці прийомні батьки перевезли Філіппа до Німеччини. Через якийсь час батьки розлучилися. Чотирирічний Філіпп залишився жити разом із батьком, за фахом військовим пілотом-інструктором.
Його дитинство пройшло в містах Гамбург, Бюккебург та Ганновер, у якому він і закінчив середню школу 1992 року. Після навчання став військовим медиком у Бундесвері, для цього Реслера звільнили для навчання медицини в Ганноверзькій медичній школі (університет). Надалі продовжив освіту у військовому шпиталі у Гамбурзі. 2002 року Філіпп отримав ступінь доктора медицини. Наступного року залишив військову службу в званні штабсарцт (ранг у медичній службі Бундесверу, еквівалентний капітану армії).
Філіпп Реслер є римо-католиком та є членом Генеральної конференції Центрального комітету німецьких католиків.

## Сім'я
2003 року Філіпп узяв шлюб із Вібке Реслер, за фахом також медик. 2008 року в них народилися дві дівчинки-близнята — Ґріет'є та Ґеще.

## Політична кар'єра

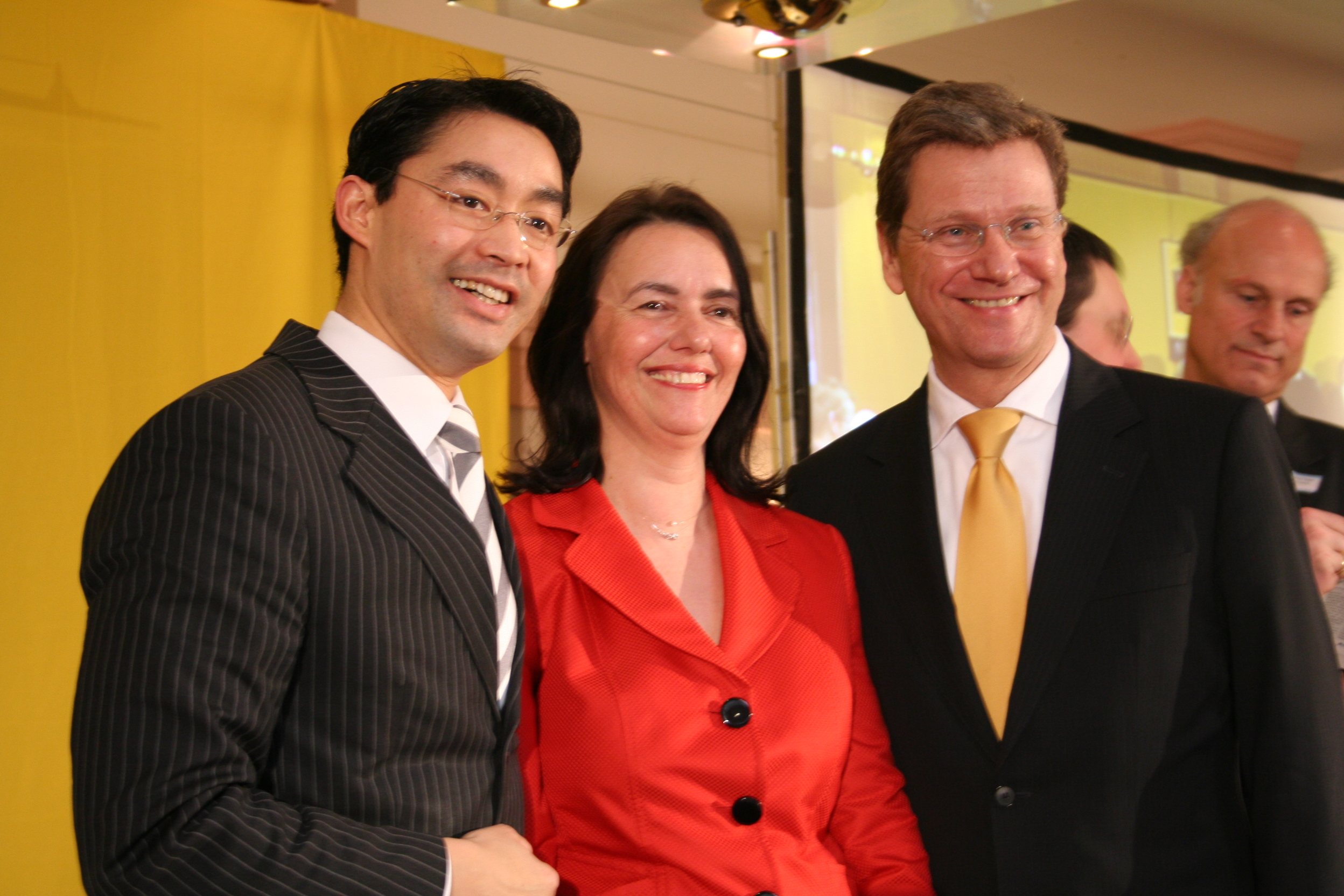
Зліва-направо: Філіпп Реслер, Ніколь Брахт-Бендт та Ґідо Вестервелле на партійній конференції ВДП. 2009 рік.

Реслер був членом молодіжного крила партії Вільних демократів ще з 1992 року. З 2000 до 2004 року був секретарем ВДП в землі Нижня Саксонія, а також з 2003 року очолював парламентську фракцію вільних демократів в асамблеї Нижньої Саксонії. У 2001—2006 роках був членом регіональної асамблеї в районі Ганновер, де був заступником голови депутатської групи. У травні 2005 року Філіппа Реслера обрали спостерігачем федерального виконавчого комітету ВДП. Він здобув 95 % голосів, що стало найкращим результатом на тій партійний конференції.
У березні наступного року на партійній конференції Реслер здобув 96.4 % на виборах керівника партії в землі Нижня Саксонія. Його попередник Вальтер Гірхе (нім. Walter Hirche) пішов з посади після дванадцяти років перебування на ній. У квітні 2008 року Реслера переобрали з результатом 95 % на посаду очільника регіонального відділення партії.
У червні 2007 року на федеральній партійній конференції його повторно обрали членом виконавчого комітету. У липні того ж року був обраний основним кандидатом вільних демократів від землі Нижня Саксонії. На цих виборах він отримав 10.9 % голосів у своєму виборчому окрузі Ганновер-Дьохрен. 18 лютого 2008 Реслера призначили міністром економіки, праці та транспорту, а також заступником прем'єр-міністра землі Нижня Саксонія.
Наприкінці жовтня 2009 року Реслер обійняв посаду федерального міністра охорони здоров'я у другому уряді Ангели Меркель, замінивши Уллу Шмідт. Через півроку — 12 травня 2011 року Реслер, замінивши Рейнера Брюдерле, став федеральним міністром економіки та технології. Наступного дня — 13 травня був обраний головою партії вільних демократів на федеральному рівні, замість Ґідо Вестервелле. За три дні — 16 травня, як очільник партії-молодшого партнера урядової коаліції обійняв посаду віцеканцлера Німеччини.